# 2000年美國職棒大聯盟選秀
2000年美國職棒大聯盟選秀為大聯盟第36屆選秀。佛羅里達馬林魚的艾德里安·岡薩雷茲為該年的首輪選秀狀元。

## 第一輪選秀
圖示
|  | 入選美國職棒大聯盟全明星賽的球員     |
|  | 入選美國國家棒球名人堂暨博物館的球員 |

| 順位 | 球員              | 球隊             | 位置   | 畢業學校               |
| 1    | 艾德里安·岡薩雷茲 | 佛羅里達馬林魚   | 一壘手 | 東湖高中               |
| 2    | 亞當·強森         | 明尼蘇達雙城     | 右投   | 加州州立大學富勒頓分校 |
| 3    | 盧·蒙塔涅茲       | 芝加哥小熊       | 游擊手 | 珊瑚公園高中           |
| 4    | 麥克·史托多卡     | 堪薩斯市皇家     | 左投   | 百年紀念高中           |
| 5    | 賈斯汀·韋恩       | 蒙特婁博覽會     | 右投   | 史丹佛大學             |
| 6    | 羅科·巴爾德里     | 坦帕灣魔鬼魚     | 外野手 | 亨德瑞肯主教高中       |
| 7    | 麥特·哈靈頓       | 科羅拉多洛磯     | 右投   | 帕姆戴爾高中           |
| 8    | 麥特·惠特蘭德     | 底特律老虎       | 右投   | 藍丘伯納多高中         |
| 9    | 馬克·菲利普斯     | 聖地牙哥教士     | 左投   | 漢諾沃高中             |
| 10   | 喬·托雷斯         | 安那罕天使       | 左投   | 蓋特威高中             |
| 11   | 戴夫·克林澤爾     | 密爾瓦基釀酒人   | 外野手 | 綠谷高中               |
| 12   | 喬·波查德         | 芝加哥白襪       | 外野手 | 史丹佛大學             |
| 13   | 尚恩·波伊德       | 聖路易紅雀       | 二壘手 | 威斯塔高中             |
| 14   | 比尤·海爾         | 巴爾的摩金鶯     | 右投   | 德克薩斯大學奧斯汀分校 |
| 15   | 蔡斯·阿特利       | 費城費城人       | 二壘手 | 加州大學洛杉磯分校     |
| 16   | 比利·特拉伯       | 紐約大都會       | 左投   | 洛約拉馬利蒙特大學     |
| 17   | 班·迪金斯         | 洛杉磯道奇       | 右投   | 亞利桑那大學           |
| 18   | 米格爾·奈格隆     | 多倫多藍鳥       | 外野手 | 曼努耶拉·托羅高中      |
| 19   | 尚恩·柏奈特       | 匹茲堡海盜       | 左投   | 威靈頓高中             |
| 20   | 克里斯·布卻克     | 安那罕天使       | 右投   | 奧本大學               |
| 21   | 布夫·邦瑟         | 舊金山巨人       | 右投   | 吉布斯高中             |
| 22   | 菲爾·杜馬崔特     | 波士頓紅襪       | 左投   | 貝克斯菲爾德學院       |
| 23   | 大衛·艾斯賓諾薩   | 辛辛那提紅人     | 游擊手 | 古伊佛預校             |
| 24   | 布雷克·威廉斯     | 聖路易紅雀       | 右投   | 德克薩斯州立大學       |
| 25   | 史考特·赫爾德     | 德州遊騎兵       | 捕手   | 藍丘伯納多高中         |
| 26   | 柯瑞·史密斯       | 克里夫蘭印地安人 | 游擊手 | 皮斯卡塔威高中         |
| 27   | 羅伯特·史泰爾     | 休士頓太空人     | 右投   | 道路學院               |
| 28   | 大衛·帕里許       | 紐約洋基         | 捕手   | 密西根大學             |
| 29   | 亞當·溫賴特       | 亞特蘭大勇士     | 右投   | 葛林學院               |
| 30   | 史考特·索爾曼     | 亞特蘭大勇士     | 三壘手 | 普瑞斯頓高中           |

## 第一輪補充選秀
圖示
|  | 入選美國職棒大聯盟全明星賽的球員     |
|  | 入選美國國家棒球名人堂暨博物館的球員 |

| 順位 | 球員          | 球隊             | 位置   | 畢業學校             |
| 31   | 亞倫·海爾曼   | 明尼蘇達雙城     | 右投   | 聖母大學             |
| 32   | 崔珀·強森     | 巴爾的摩金鶯     | 右投   | 紐波特高中           |
| 33   | 達斯汀·麥高文 | 多倫多藍鳥       | 右投   | 朗郡高中             |
| 34   | 德斯汀·莫斯里 | 辛辛那提紅人     | 右投   | 阿肯色高中           |
| 35   | 卡爾頓·高德溫 | 德州遊騎兵       | 外野手 | 北卡羅來納大學       |
| 36   | 鮑伯·凱培爾   | 紐約大都會       | 右投   | 迪斯梅特耶穌會士高中 |
| 37   | 德瑞克·湯普森 | 克里夫蘭印地安人 | 左投   | 藍多湖高中           |
| 38   | 凱利·強森     | 亞特蘭大勇士     | 游擊手 | 西伍德高中           |
| 39   | 查德·霍金斯   | 德州遊騎兵       | 右投   | 貝勒大學             |
| 40   | 亞倫·赫爾     | 亞特蘭大勇士     | 游擊手 | 漢普菲爾德高中       |

## 補償選秀
1. ↑  因約翰·歐勒魯德加入水手隊而得到補償選秀
2. ↑  因荷西·奧佛曼（英语：José Offerman）加入運動家隊而得到補償選秀
3. ↑  因荷西·奧佛曼（英语：José Offerman）加入遊騎兵隊而得到補償選秀
4. ↑  因荷西·奧佛曼（英语：José Offerman）加入大都會隊而得到補償選秀
5. ↑  因布萊恩·喬丹（英语：Brian Jordan）加入勇士隊而得到補償選秀
6. ↑  因麥克·特朗布里（英语：Mike Trombley）成為自由球員而得到補償選秀
7. ↑  因亞瑟·羅茲成為自由球員而得到補償選秀
8. ↑  因葛蘭姆·洛伊德（英语：Graeme Lloyd）成為自由球員而得到補償選秀
9. ↑  因胡安·古茲曼（英语：Juan Guzmán (baseball)）成為自由球員而得到補償選秀
10. ↑  因亞倫·席利（英语：Aaron Sele）成為自由球員而得到補償選秀
11. ↑  因約翰·歐勒魯德成為自由球員而得到補償選秀
12. ↑  因麥克·傑克森（英语：Mike Jackson (right-handed pitcher)）成為自由球員而得到補償選秀
13. ↑  因拉斯·史普林格（英语：Russ Springer）成為自由球員而得到補償選秀
14. ↑  因陶德·齊爾（英语：Todd Zeile）成為自由球員而得到補償選秀
15. ↑  因麥克·馬格南提（英语：Mike Magnante）成為自由球員而得到補償選秀

## 其他著名球員
- 賽維爾·奈迪, 第2輪, 49順位被聖地牙哥教士選走
- 克里斯·納維森（英语：Chris Narveson）, 第2輪, 53順位被聖路易紅雀選走
- 布萊恩·塔列特（英语：Brian Tallet）, 第2輪, 55順位被克里夫蘭印地安人選走
- 喬埃爾·漢拉罕（英语：Joel Hanrahan）, 第2輪, 57順位被洛杉磯道奇選走
- 曼尼·德爾卡門, 第2輪, 62順位被波士頓紅襪選走
- 查德·庫歐爾斯（英语：Chad Qualls）, 第2輪, 67順位被休士頓太空人選走
- 格雷迪·塞斯摩爾, 第3輪, 75順位被蒙特婁博覽會選走
- 麥可·摩士, 第3輪, 82順位被芝加哥白襪選走
- 克里斯·楊恩（英语：Chris Young (pitcher)）, 第3輪, 89順位被匹茲堡海盜選走
- 陶德·威爾梅耶（英语：Todd Wellemeyer）, 第4輪, 103順位被芝加哥小熊選走
- 大衛·迪海蘇斯（英语：David DeJesus）, 第4輪, 104順位被堪薩斯市皇家選走
- 克里夫·李, 第4輪, 105順位被蒙特婁博覽會選走
- 雅迪爾·莫里納, 第4輪, 113順位被聖路易紅雀選走
- 蘭斯·尼克斯（英语：Laynce Nix）, 第4輪, 124順位被德州遊騎兵選走
- 蓋瑞特·艾特金斯（英语：Garrett Atkins）, 第5輪, 137順位被科羅拉多洛磯選走
- 巴比·占克斯, 第5輪, 140順位被安那罕天使選走
- 泰勒·巴寇茲（英语：Taylor Buchholz）, 第6輪, 175順位被費城費城人選走
- 艾倫·希爾, 第7輪, 200順位被安那罕天使選走
- 唐崔利·威利斯, 第8輪, 223順位被芝加哥小熊選走
- 尼克·馬塞特（英语：Nick Masset）, 第8輪, 244順位被德州遊騎兵選走
- 布蘭登·偉伯, 第8輪, 249順位被亞利桑那響尾蛇選走
- 埃德溫·恩卡納西翁, 第9輪, 274順位被德州遊騎兵選走
- 克林特·巴米斯（英语：Clint Barmes）, 第10輪, 287順位被科羅拉多洛磯選走
- 布拉德·霍普, 第11輪, 317順位被科羅拉多洛磯選走
- 柯瑞·哈特（英语：Corey Hart (baseball)）, 第11輪, 321順位被密爾瓦基釀酒人選走
- 弗雷迪·桑切斯, 第11輪, 332順位被波士頓紅襪選走
- 傑森·庫貝爾（英语：Jason Kubel）, 第12輪, 342順位被明尼蘇達雙城選走
- 布萊恩·布魯尼, 第12輪, 369順位被亞利桑那響尾蛇選走
- 齊昂尼·迪瑞恩（英语：Keoni DeRenne）, 第12輪, 370順位被亞特蘭大勇士選走
- 萊恩·查爾奇（英语：Ryan Church）, 第14輪, 426順位被克里夫蘭印地安人選走
- 詹姆斯·席爾斯, 第16輪, 466順位被坦帕灣魔鬼魚選走
- 喬許·威靈漢（英语：Josh Willingham）, 第17輪, 491順位被佛羅里達馬林魚選走
- 保羅·馬哈勒姆（英语：Paul Maholm）, 第17輪, 492順位被明尼蘇達雙城選走, 但未簽約
- 麥克·拿坡里, 第17輪, 500順位被安那罕天使選走
- 理查·哈登, 第17輪, 510順位被奧克蘭運動家選走
- 麥可·包恩（英语：Michael Bourn）, 第19輪, 577順位被休士頓太空人選走, 但未簽約
- 荷西·包提斯塔, 第20輪, 599順位被匹茲堡海盜選走
- 傑森·貝, 第22輪, 645順位被蒙特婁博覽會選走
- 傑森·漢默（英语：Jason Hammel）, 第23輪, 686順位被西雅圖水手選走, 但未簽約
- 內特·麥克勞斯（英语：Nate McLouth）, 第25輪, 749順位被匹茲堡海盜選走
- 查德·寇戴羅（英语：Chad Cordero）, 第26輪, 769順位被聖地牙哥教士選走, 但未簽約
- 伊恩·史涅爾（英语：Ian Snell）, 第26輪, 779順位被匹茲堡海盜選走
- 伊恩·金斯勒, 第29輪, 879順位被亞利桑那響尾蛇選走, 但未簽約
- 亞當·拉洛許, 第29輪, 880順位被亞特蘭大勇士選走
- 布萊恩·威爾遜, 第30輪, 906順位被克里夫蘭印地安人選走, 但未簽約
- 尼克·布萊克伯恩（英语：Nick Blackburn）, 第34輪, 1006順位被坦帕灣魔鬼魚選走, 但未簽約
- 羅素·馬丁, 第35輪, 1035順位被蒙特婁博覽會選走, 但未簽約
- 提姆·史陶佛（英语：Tim Stauffer）, 第36輪, 1074順位被巴爾的摩金鶯選走, 但未簽約
- 史考特·貝克（英语：Scott Baker (right-handed pitcher)）, 第36輪, 1079順位被匹茲堡海盜選走, 但未簽約
- 湯姆·高澤藍尼（英语：Tom Gorzelanny）, 第38輪, 1132順位被芝加哥白襪選走, 但未簽約
- 路克·史考特（英语：Luke Scott (baseball)）, 第45輪, 1327順位被坦帕灣魔鬼魚選走, 但未簽約
- 大衛·墨菲（英语：David Murphy (baseball)）, 第50輪, 1439順位被安那罕天使選走, 但未簽約

## 外部連結
- MLB.com - 2000 Draft Tracker (all rounds)
- MLB.com - Draft History
- Complete draft list from The Baseball Cube database

| 前任： 喬許·漢米爾頓 | 選秀狀元 喬·莫爾 | 繼任： 艾德里安·岡薩雷茲 |